# Sergej Nikolajevič Saltykov (patolog)
Sergej Nikolajevič Saltykov (Saltykow) (rus. Сергей Николаевич Салтыков) (Višni Voloček, Rusija, 1. travnja 1874. – Zagreb, 2. listopada 1964.), ruski i hrvatski patolog

## Životopis
Saltykov se rodio u Ruskoj Carevini. Medicinska znanja je stekao i izgradio na području današnje Ukrajine. U Harkovu je 1897. završio studij medicine. U Zürichu, Marburgu, Pragu i Parizu specijalizirao patološku anatomiju. Vratio se u Harkov gdje je osnovao Središnji patološki institut 1915. godine. Za redovitoga profesora patološke anatomije u Jekaterinoslavu izabran je 1918. godine. Životni ga je put odveo u Hrvatsku. Na mladom zagrebačkom Medicinskom fakultetu 1922. godine osnovao je Zavod za opću patologiju i patološku anatomiju. Novosnovanom Zavodu bio je predstojnik do 1952. godine. Predavao u svojstvu redovitog profesora zagrebačkoga Medicinskoga fakulteta od 1932. godine. Svoja glavna djela pisao je od 1940-ih. HAZU ga je primila u redovno članstvo 1959. godine. Član Razreda za medicinske znanosti.
Znanstveno zanimanje dr Saltykova bili su problemi patološke anatomije. Osobito je proučavao presađivanje i regeneraciju tkiva. Proučavao također ulogu konstitucije u postanku i razvijanju raznih bolesti.

## Djela
- Opća patološka morfologija (1942.)[1]
- Specijalna patološka morfologija (I–XII, 1948. – 59.)[1]

## Vanjske poveznice
- WorldCat Author:Saltykow, S
- DiZbi.HAZU